# 苏伦德拉讷格尔
苏伦德拉讷格尔（羅馬化：Surendranagar），又称苏伦德拉讷格尔-杜特雷杰（羅馬化：Surendranagar Dudhrej），是印度古吉拉特邦苏伦德拉讷格尔县的一个城镇。总人口156417（2001年）。

## 人口
该地2001年总人口156417人，其中男性81430人，女性74987人；0—6岁人口19317人，其中男10585人，女8732人；识字率70.84%，其中男性为76.88%，女性为64.28%。